# Bombus maxillosus
Bombus maxillosus là một loài Hymenoptera trong họ Apidae. Loài này được Klug mô tả khoa học năm 1817.